# Arcy-sur-Cure
Arcy-sur-Cure település Franciaországban, Yonne megyében. Lakosainak száma 482 fő (2022. január 1.). Arcy-sur-Cure Saint-Moré, Bessy-sur-Cure, Blannay, Bois-d’Arcy (Yonne), Joux-la-Ville, Lucy-sur-Cure, Mailly-la-Ville és Précy-le-Sec községekkel határos.

## Népesség
A település népességének változása:
| Lakosok száma | 489  | 488  | 499  | 484  | 479  | 472  | 469  | 477  | 482  |
|               | 2013 | 2015 | 2016 | 2017 | 2018 | 2019 | 2020 | 2021 | 2022 |